# Ruanda
Ruanda je država u Jezerskoj regiji središnje Afrike, bez izlaza na more. Na jugu graniči s Burundijem, na zapadu s Demokratskom Republikom Kongo, na sjeveru s Ugandom te na istoku s Tanzanijom. Jedna je od najgušće naseljenih zemalja Afrike; na prostoru manjem od polovice Hrvatske živi oko 10 milijuna ljudi.

## Zemljopis
Zapadnim dijelom Ruande u smjeru sjever-jug prolazi planinski lanac koji čini razvodnicu slivova Konga i Nila, i u njegovu se sjevernom dijelu nalazi najviša ruandska planina Karisimbi (4507 m). Prema zapadu teren se spušta do 1460 m, nadmorske visine jezera Kivu, jednog od jezera Velikog tektonskog jarka, koje čini veći dio granice s DR Kongom, a prema istoku se na planine nastavlja središnja brežuljkasta visoravan (oko 1700 m) i, još istočnije, dolina rijeke Kagere s brojnim močvarnim jezerima.

## Povijest

### Starija povijest
Najstariji su stanovnici Ruande preci danas malobrojnog pigmejskog naroda Twa. U prvom tisućljeću ovamo se, vjerojatno iz kongoanskih šuma, proširio bantu narod Hutu donoseći nove poljoprivredne tehnologije. Od 14. do 16. stoljeća u Ruandu su se sjevera doselili nilotski Tutsi čije je tradicionalno zanimanje stočarstvo za razliku od ratarskih Hutua. Tutsi su zagospodarili ovim prostorom i utemeljili kraljevstvo u kojem su činili aristokraciju. Preuzeli su bantu jezik, ali nisu se stopili s većinskim Hutuima, od kojih se razlikuju i po nekim tjelesnim svojstvima (viši su i svjetlije puti). O podrijetlu ovih razlika i stupnju miješanja između dviju zajednica postoje proturječna gledišta; prema jednima, Tutsi su genetski različiti od Hutua, prema drugima razlike su rezultat drugačije prehrane i zanimanja.

### Dvadeseto stoljeće
Godine 1895. Ruanda i susjedni Burundi postali su njemačke kolonije. Nijemci su se u upravljanju oslonili na već postojeće državne strukture kraljevstva Tutsija, slično britanskoj upravi u susjednoj Ugandi. Nakon Prvog svjetskog rata koloniju je preuzela Belgija, čija je vlast bila izravnija i stroža nego njemačka, a za ostvarivanje svoje politike prisilnog rada i visokih poreza unovačila je više slojeve Tutsija koristeći ih kao posrednike, što je pojačalo podjelu između dva naroda. Mnogi su se mladi seljaci da bi izbjegli porezna opterećenja i glad odselili u susjedne zemlje, uglavnom u Kongo i Ugandu, u potrazi za poslom. U kolonijalnom dobu izgrađeno je 9000 km cesta, a godišnje se proizvodilo i do 100 kg čistog zlata.
Poslije Drugog svjetskog rata Ruanda je postala mandatno područje UN-a pod belgijskom upravom. Reformskim procesima koji su izjednačili pravo glasa Hutui su stjecali sve više političkih prava. Nakon atentata na kralja Mutaru III. 1959. godine i bijega posljednjeg kralja Kigerija V. u Ugandu nestala je monarhija Tutsija i većinski Hutui postali su dominantna politička snaga u neovisnoj ruandskoj republici, proglašenoj 1962. godine. Prvi predsjednik bio je Grégoire Kayibanda.
Godine 1990. tutsijski Ruandski patriotski front (RPF) započeo je iz svojih baza u Ugandi s napadima protiv ruandske Vlade u kojoj su glavnu riječ imali Hutui. Vlada je odgovorila progonom Tutsija koje je optužila za pokušaj ponovnog porobljavanja Hutua. Borbe su se nastavile do 1992. godine kada je potpisan sporazum u Arushi u Tanzaniji.
U travnju 1994. godine državni zrakoplov u kojem su bili predsjednici Ruande Juvénal Habyarimana i Burundija Cyprien Ntaryamira, obojica Hutui, oboren je pri slijetanju na aerodrom u Kigaliju pod nerazjašnjenim okolnostima. Hutuski su ekstremisti neposredno nakon atentata započeli masovni pokolj ruandskih Tutsija i umjerenih Hutua u kojem je u sljedeća tri mjeseca ubijeno 937.000 osoba. Genocid je zaustavljen nakon što su RPF i njegov vođa Paul Kagame srušili Vladu i preuzeli vlast. Bojeći se osvete Tutsija, više od 2 milijuna Hutua napustilo je zemlju, ali su se mnogi u međuvremenu vratili. Neki hutuski paravojni odredi i dalje se nalaze u istočnom DR Kongu.

## Stanovništvo

### Narodnosni sastav
Ruanda je jedna od rijetkih afričkih zemalja čiji se teritorij donekle poklapa s jezično-etničkim granicama. Gotovo svi stanovnici govore ruandskim koji pripada bantu jezicima. Ipak, stanovništvo je prema pretežnom zanimanju podijeljeno u Hutue (84 %, uglavnom ratari), Tutsije (15 %, stočari) i Twa (1 %, lončarstvo i lov).

### Vjerski sastav
Najbrojnija vjera je kršćanstvo (93 %, najviše katolika).

## Gospodarstvo
Oko 90 % stanovništva bavi se nekomercijalnom poljoprivredom, ali proizvodnja hrane često ne zadovoljava domaće potrebe. Glavni izvozni proizvodi su kava i čaj. Zemlja prima najveći iznos strane pomoći po stanovniku u Africi.
BDP je za 2017. godine procijenjen na 2090 USD po stanovniku (mjereno po PPP-u).
Vađenje minerala kao što su kasiterit, volframit, zlato i koltan, koji se koriste u proizvodnji elektroničkih i komunikacijskih uređaja, također pridonose ekonomiji države.
Turizam je brzo rastuća grana u Ruandi. Ruanda je jedna od dvije zemlje gdje se sigurno mogu posjetiti brdske gorile (lat. Gorilla beringei beringei). Praćenje gorila u nacionalnom parku privlaći tisuće posjetitelja svake godine, koji su spremni platiti visoke cijene dozvola. Ostale znamenitosti su šuma Nyungwe, dom čimpanza i ostalih primata, rezervat oko jezera Kivu, te Akagera, savana na istoku zemlje.

## Kultura
Ruandska kulturna baština bogata je tradicionalnim plesovima i pjesmama. Također je prisutna primijenjena umjetnost, osobito izrada pletenih posuda i košara, te keramičkih i metalnih predmeta.
U Ruandi postoji nacionalna kazališna kuća i orkestar koji, uz standardni repertoar njeguju i tradicionalni glazbeni izričaj. Postoji i Društvo književnika Ruande (Association des Écrivains du Rwanda) koje okuplja književnike. Od novina izlaze Rwanda Herald i New Times na engleskom, La Releve na francuskom i Kinyamateka na ruandskom jeziku.

## Ruandsko-hrvatski odnosi
U Ruandi djeluju hrvatski katolički misionari. Jedan od njih bio je i franjevac Vjeko Ćurić, "afrički Schindler" koji je spasio civile od genocida. Fra Ivica Perić je u Ruandi sagradio školu. U Ruandi je često poznati hrvatski novinar, putopisac i dobrotvor iz Ploča Željko Garmaz. U Ruandi su angažman našli hrvatski športski stručnjaci, nogometni Josip Kuže, Tomislav Obradović, Branko Tucak, košarkaški Većeslav Kavedžija. Hrvatska je i gospodarski povezana. Radnici iz Splita u Ruandi grade i hidrocentrale, a prisutna je i hrvatska tvrtka Končar Elektroindustrija.

## Vanjske poveznice
Mrežna mjesta
- Republic of Rwanda  Arhivirana inačica izvorne stranice od 2. ožujka 2015. (Wayback Machine), službene stranice ruandske vlade (engl.)
- Remarkable Rwanda  Arhivirana inačica izvorne stranice od 4. siječnja 2010. (Wayback Machine), stranice ruandske turističke zajednice (engl.)
- Discover Rwanda  Arhivirana inačica izvorne stranice od 13. siječnja 2023. (Wayback Machine)